# Bácsi vár
A bácsi vár (szerbül Бачка тврђава / Bačka tvrđava) a mai Szerbiában, a Vajdaság nyugati részén található történelmi magyar várrom.

## Fekvése
A bácsi vár romjai a Szent Pál katolikus templom és a ferencesek temploma között helyezkednek el a várostól nyugatra, a Mosztonga folyó jobb partján.

## Története

### Elődje
Bács vármegyét Szent István király hozta létre az államalapítás és a királyi vármegyerendszer megszervezése idején Bács központtal az akkori ország déli részén.
A vármegye központjának megerősítésére a rendelkezésre álló építő eszközökből földvár épült, ami gerendákból rekeszes szerkezetűre megépített és földdel töltött erődítmény volt.
A háborúkban győztes hadak lényeges feladatai közé tartozott a véderőművek megsemmisítése, tűzgyújtással illetve lerombolással. Így történt, hogy a tatárjárás idején felégették. A több évtizeden keresztül elhagyott romok a természet munkája által elenyésztek.

### A középkori kővár
Károly Róbert parancsára 1338–1342 között újabb erősséget építettek a mocsarak közül kiemelkedő földháton. Az erődítmény a francia várak mintájára nyolcszög alapúra épült. A lovagvár központi épülete egy többemeletes lakótorony volt, ahol a mindenkori várparancsnok lakott. A tornyot és a többi épületet vörösre égetett téglából készült várfal övezte, melyhez nyolc bástya kapcsolódott. A várfalat háromszoros sáncrendszer vette körül, amelyeket őrtornyokkal és ágyúállásokkal erősítettek meg. A vár területén két templomot építettek; a kisebbik a főpap magánszállásaként szolgált. A vár egyik oldalán élelmiszer-raktárak, másik szárnyban nagy gyülekezőhely, míg a harmadik szárnyban a védekezéshez szükséges eszközök, anyagok kerültek elhelyezésre. A főkapu körül közös alváshoz cellaszerű szobákat építettek.
Váradi Péter püspök egy ideig Mátyás király titkos kancellárja volt, de miután kegyvesztett lett, a visegrádi várban bebörtönözték, kiszabadulása után (Corvin János közbenjárására) költözött Bácsba.
A török veszélyt világosan látva azonnal hozzálátott a lovagvár védőrendszerének felújításához, többek között úgy, hogy a sáncrendszerbe vezettette a Duna vizét.
Az 1514-es Dózsa György vezette parasztháború idején a környéken jelentős számú keresztes hadak gyülekeztek, előlük a rettegő Frangepán Gergely kalocsai érsek bemenekült az erődítménybe. A harcedzett nándorfehérvári helyőrség katonái szétverték a blokádot fenntartó fegyveres parasztokat.
A törökkel vívott 1526-os sorsdöntő mohácsi ütközetben győztes török szultáni sereg rövid időre megszállta. Állandó oszmán jelenlétre 1529-ben került sor, a hódoltság északabbra terjedésével egyre kevesebb létszámú fegyveres állomásozott falai között. 1543-tól mindössze 106 főnyi rác zsoldos vigyázta falait. 1604-ben rövid időszakra elfoglalták a keresztény csapatok, amit a törökök csak két esztendő múltán indultak el visszafoglalni. A „vitéz” várvédők a védőműveket több helyen lőporral felrobbantották és elmenekültek. A megszálló oszmán sereg rövidesen helyreállíttatta a romos részeket. 1628-ban már 6 tüzér, 10 főnyi gyalogos és ismeretlen létszámú délszláv segéderő őrizte.

### Újkor
1686 második felében a Habsburg sereg kardcsapás nélkül vonult be a török által kiürített téglavárba. A következő időszakban a császári szolgálatba szegődött rácok fegyveresei állomásoztak falai között.
Utolsó katonai szerepét a II. Rákóczi Ferenc vezette szabadságharc kezdeti szakaszában játszotta, amikor 1704 júliusában az ostromló kurucok felgyújtották az épületeinek tetőzetét, de elfoglalni nem tudták a hevesen védekező osztrák és rác helyőrségtől. A következő esztendőben azonban a hadi helyzet romlása miatt a német várkapitány felrobbantotta a védőműveit, majd elvonult.
A továbbiakban az időjárás szeszélye, társulva a környékbeli lakosság bontásaival fogyasztotta a téglavár falait és épületeit. Egyedül a magas lakótorony maradt meg teljes épségben, mivel azt termények tárolására használták.
1842-ben a bácsi főispán szigorúan megtiltotta a várrom tégláinak elhordását, de azóta is gazdátlanul pusztulnak a történelmi viharokat látott épületrészek. Két ízben végeztek területén régészeti ásatásokat, de megóvásra nem tettek intézkedést. A 2000-es évek elején a Tartományi Műemlékvédelmi Intézet restaurálta a vár lakótornyát, ezután megnyílt a lehetőség nyaranta pár ezres forgalommal kisebb közösségi rendezvényekre. 2018-ban a Mi Európánk díjat is elnyerte.

## Képek

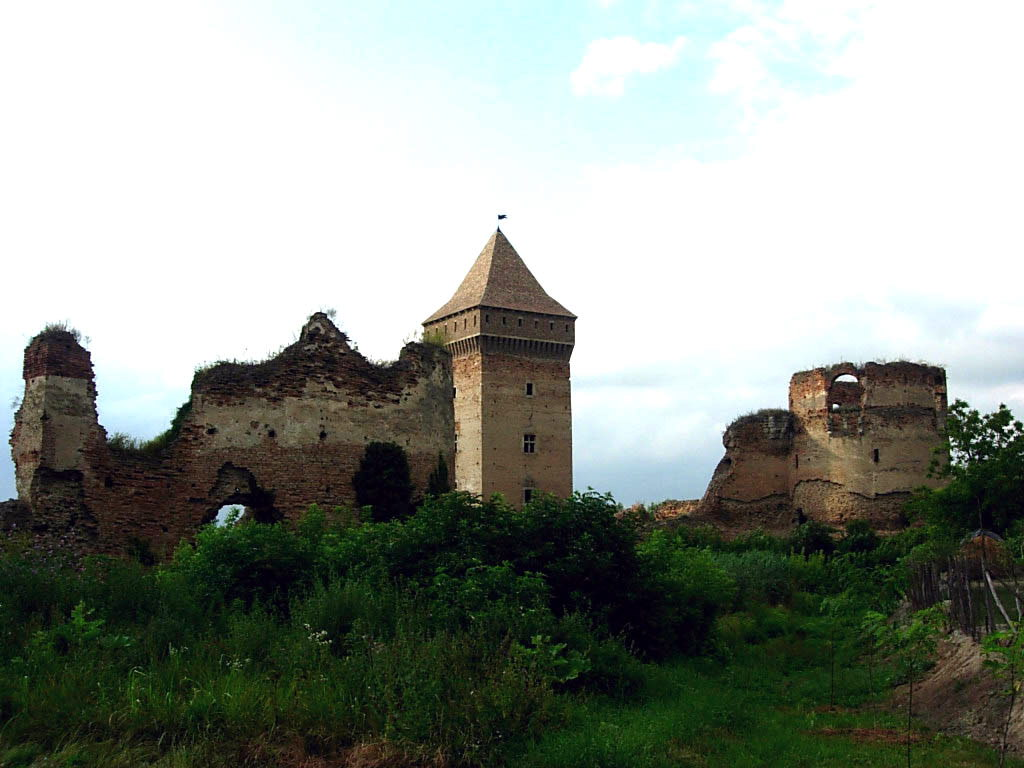
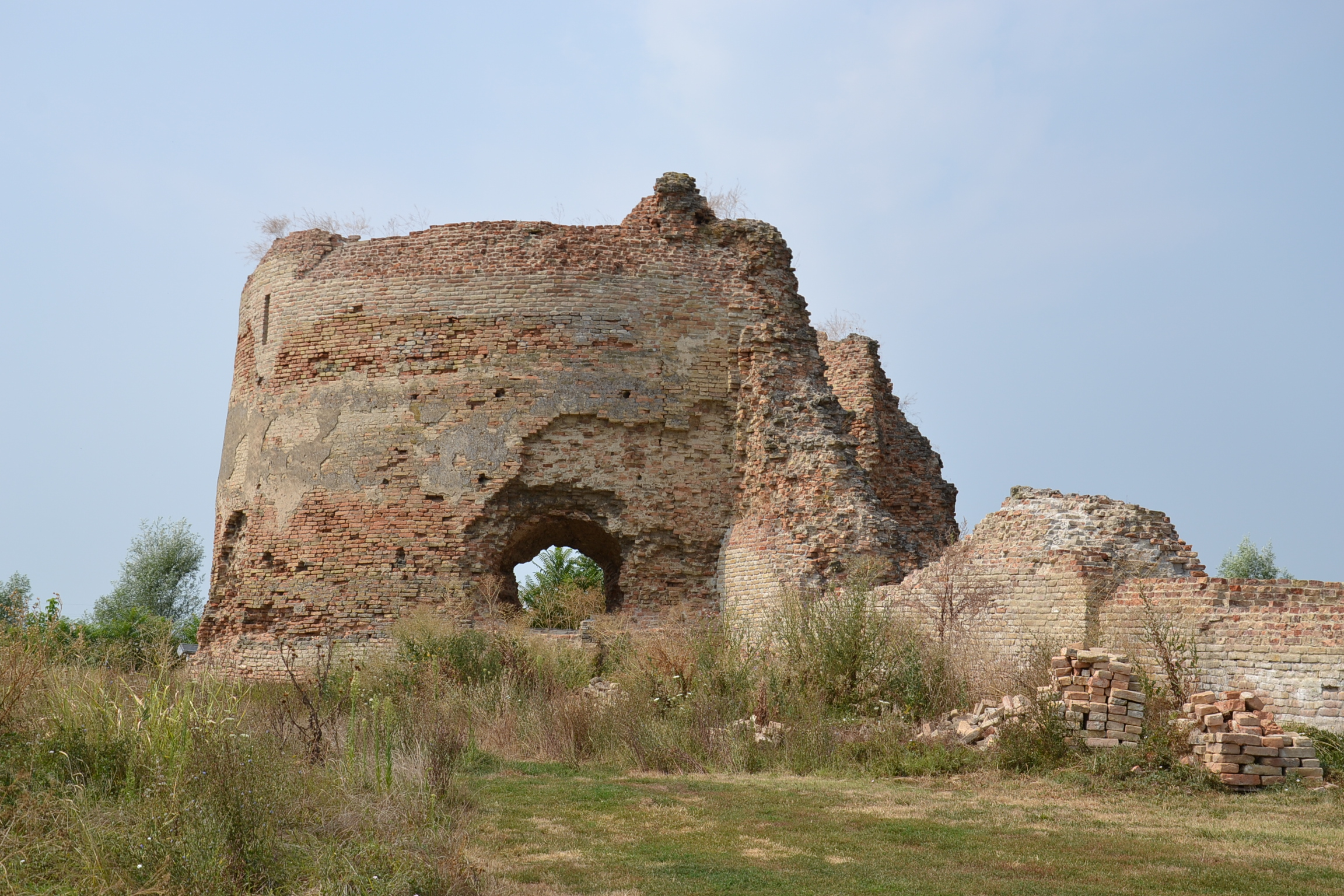
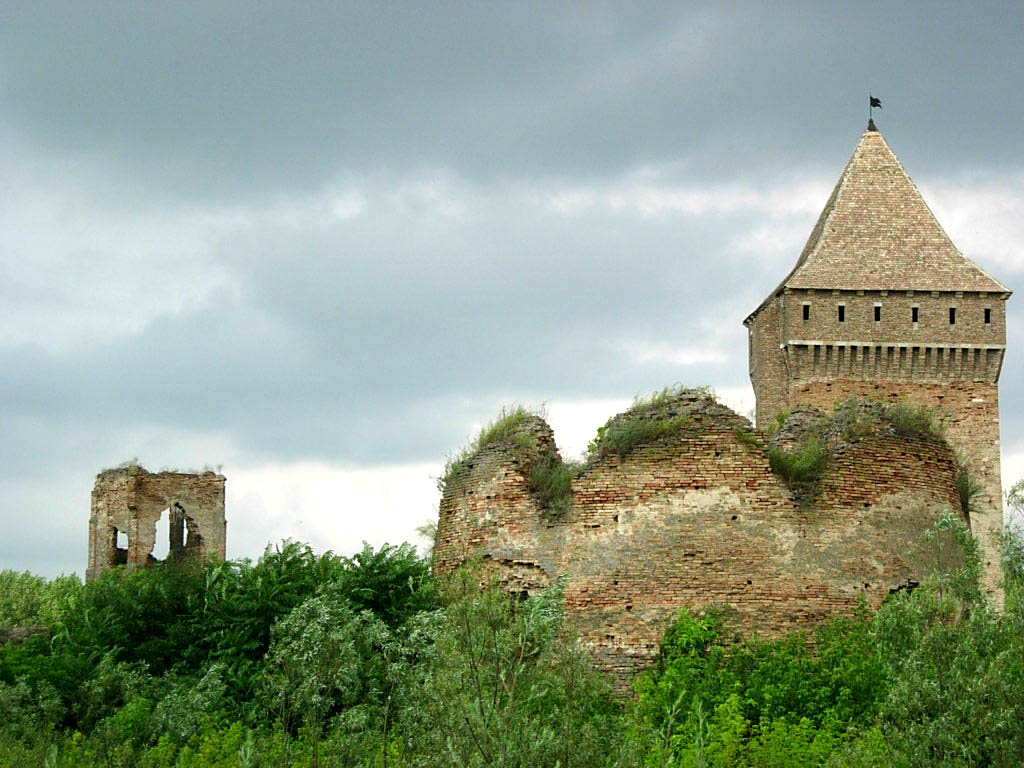
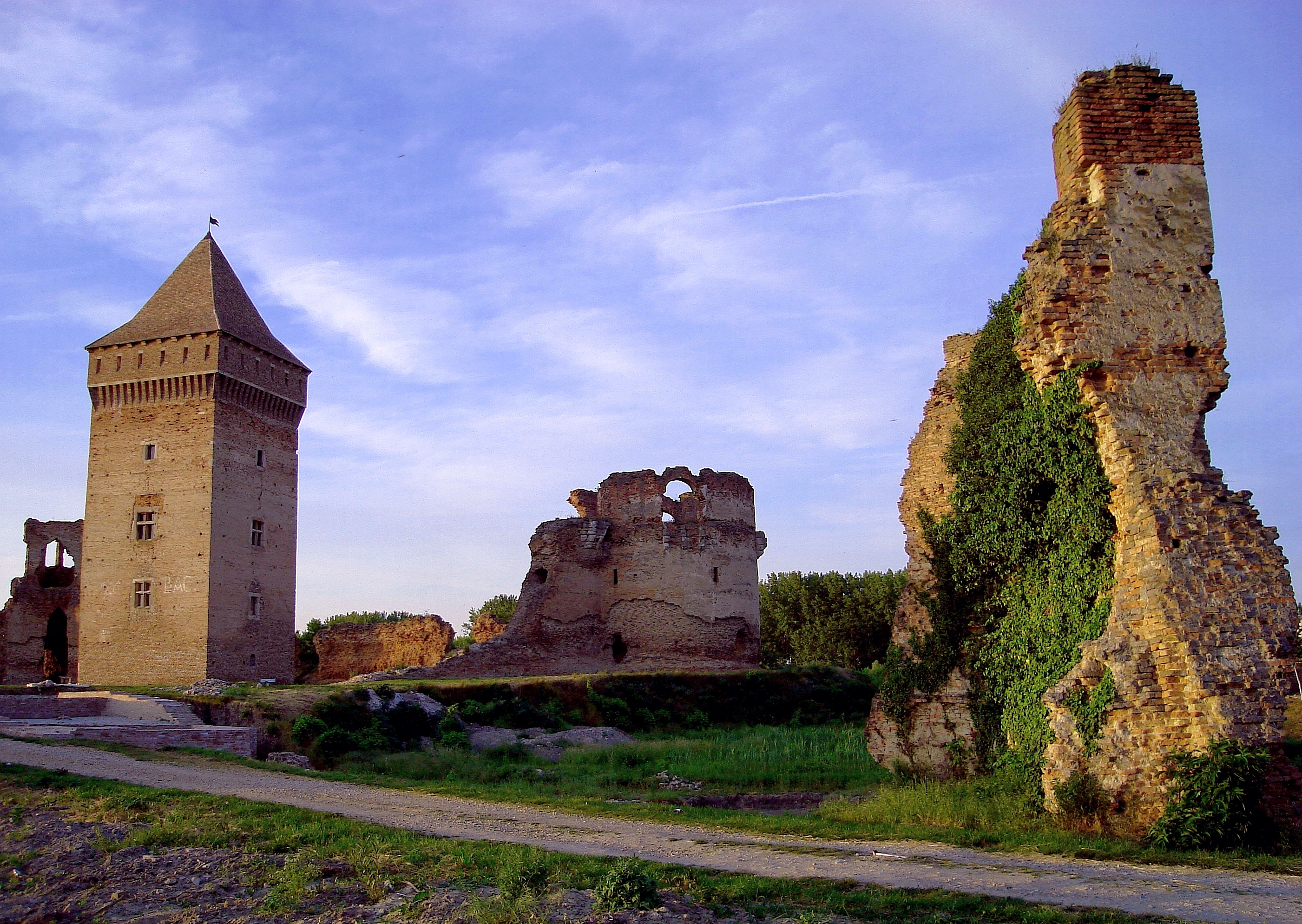
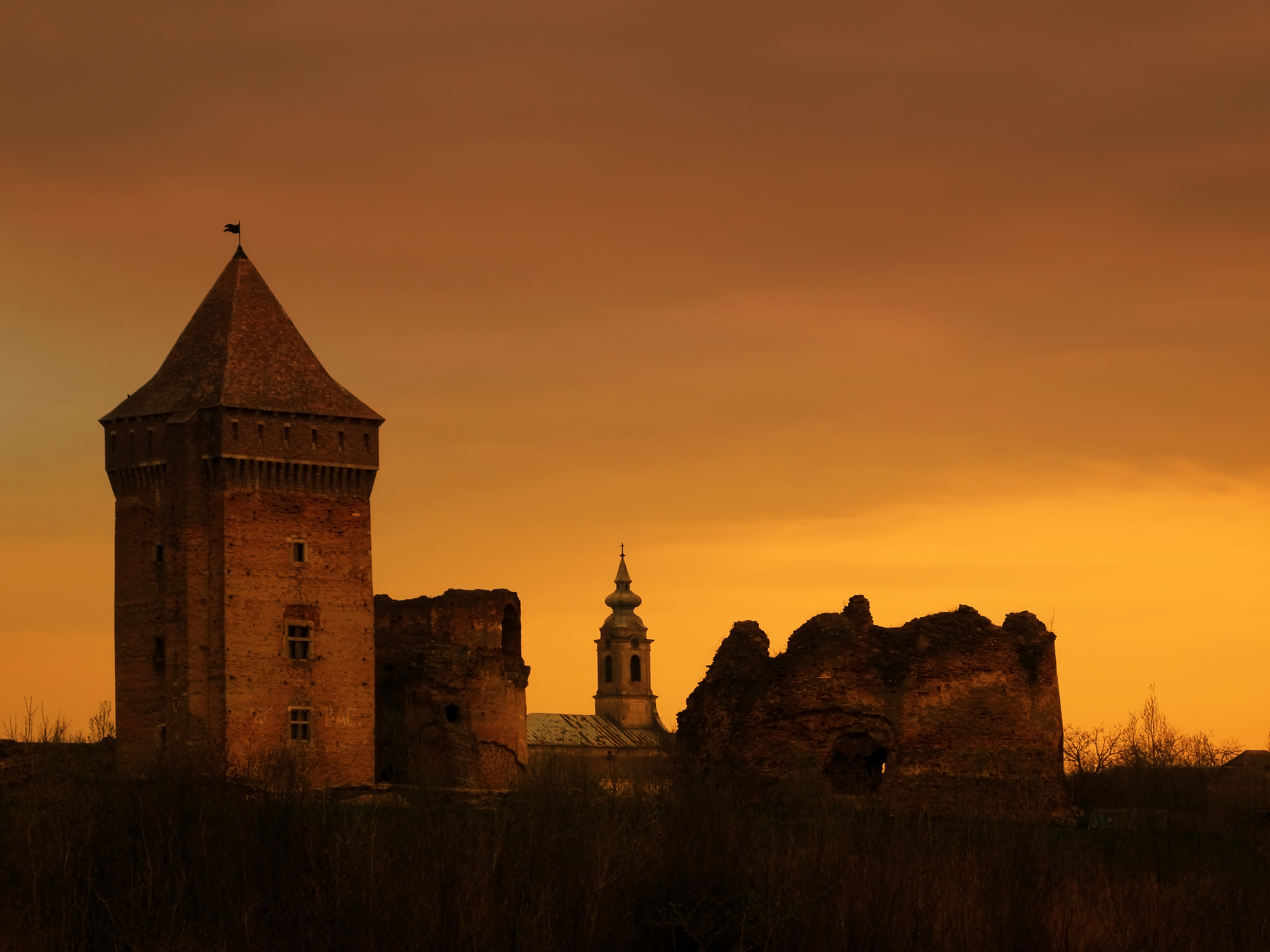
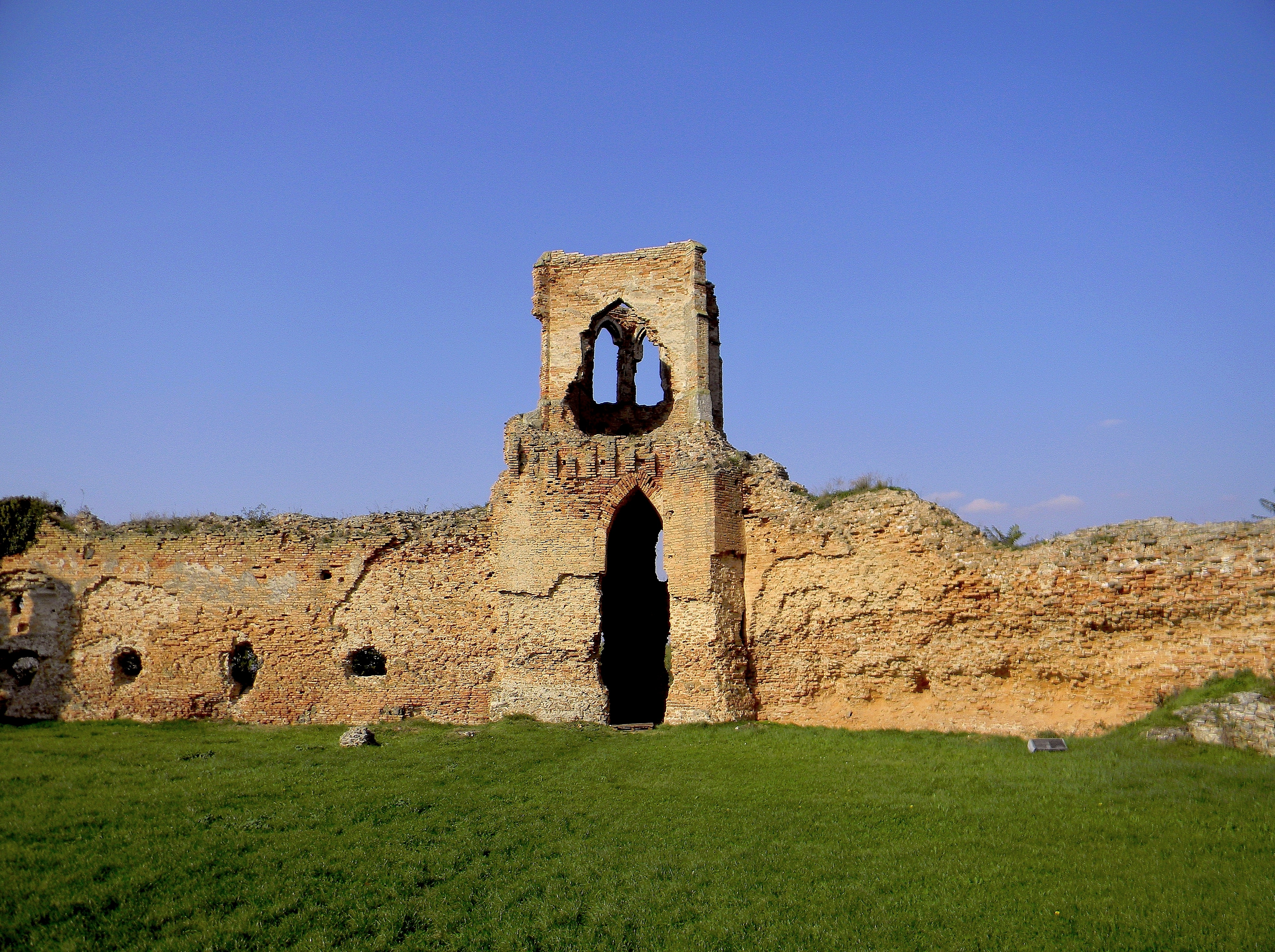